# Соровское
Соровское — деревня в Шадринском районе Курганской области. Входит в состав Нижнеполевского сельсовета.

## История
До 1917 года в составе Осиновской волости Шадринского уезда Пермской губернии. По данным на 1926 год село Соровское состояло из 314 хозяйств. В административном отношении являлось центром Соровского сельсовета Шадринского района Шадринского округа Уральской области.

## Население
| 1989 | 2002 | 2010 |
| ---- | ---- | ---- |
| 527  | ↘488 | ↘351 |

По данным переписи 1926 года в селе проживало 1571 человек (694 мужчины и 877 женщин), в том числе: русские составляли 100 % населения.
Согласно результатам Всероссийской переписи населения 2002 года, в национальной структуре населения русские составляли 98 %.